# Ocelocuauhxicalli
La Ocelocuauhxicalli es una vasija de grandes dimensiones de basalto corresponde al periodo Posclásico Tardío mesoamericano de la cultura mexica. Pertenece al acervo del Museo Nacional de Antropología, utilizada para ritos ceremoniales que servía en los sacrificios como depósito para los corazones en tributo a Huitzilopochtli y Tezcatlipoca. Los mexicas vincularon al jaguar con la noche, el inframundo, la tierra y la fertilidad por sus hábitos nocturnos y acuáticos; con la guerra y el sacrificio dada su ferocidad, y con la magia y la hecheceria por su actitud furtiva y su aguda visión con la oscuridad.

## Descripción
Esta escultura se cree que yacía originalmente al pie de la escalinata de un templo. Fue descubierta en diciembre de 1901 bajo el Palacio del Marqués del Apartado –ubicada a una calle de la Catedral metropolitana de la Ciudad de México– , cuando el ingeniero Porfirio Díaz hijo, emprendia proyectos de modificación. En 1985, la arqueóloga Elsa Hernández Pons halló a unos cuantos metros la escultura de una águila real. Seguramente formaba un par litúrgico con el jaguar, pues esta ave rapaz era asociada con el día, el cielo y el sol.
La figura del felino esta al acecho y listo para el ataque, en el lomo hay una cavidad de 64 cm de diámetro y 24 cm de profundidad. En su pared lateral tiene esculpida una banda de plumas de águila, cuentas de jade y corrientes de agua. La piel estaba pintada de ocre con manchas negras, las uñas y el recipiente eran rojos.